# شيرلي بوث
شيرلي بوث (بالإنجليزية: Shirley Booth)‏ (مواليد 30 أغسطس 1898 - الوفاة 16 أكتوبر 1992) هي ممثلة أمريكية بدأت مسيرتها الفنية عام 1925. كما أنها من الفائزات بجوائز الأوسكار وجائزة إيمي وجائزة غولدن غلوبو جائزة توني , أول فيلم سينمائي شاركت فيه هو عودي ياليتل شيبا عام 1952 .

## روابط خارجية
- شيرلي بوث على موقع IMDb (الإنجليزية)
- شيرلي بوث على موقع الموسوعة البريطانية (الإنجليزية)
- شيرلي بوث على موقع روتن توميتوز (الإنجليزية)
- شيرلي بوث على موقع مونزينجر (الألمانية)
- شيرلي بوث على موقع تيرنر كلاسيك موفيز (الإنجليزية)
- شيرلي بوث على موقع أول موفي (الإنجليزية)
- شيرلي بوث على موقع قاعدة بيانات برودواي على الإنترنت (الإنجليزية)
- شيرلي بوث على موقع قاعدة بيانات برودواي على الإنترنت (الإنجليزية)
- شيرلي بوث على موقع قاعدة بيانات برودواي على الإنترنت (الإنجليزية)
- شيرلي بوث على موقع قاعدة بيانات برودواي على الإنترنت (الإنجليزية)